# Évette-Salbert
Évette-Salbert je francouzská obec ležící v departementu Belfort, kantonu Giromagny.

## Dějiny
Obec Évette-Salbert vznikla 3. března 1972 sloučením dvou do té doby samostatných obcí.

### Évette
První zmínka o Evette je z roku 1024, název pravděpodobně pochází z německého weide – pastvina. V roce 1347 získali obec i se sousedním Salbertem na více než dvě století Habsburkové. Po roce 1648 získal toto území od francouzského krále kardinál Jules Mazarin, který začal se zakládáním rybníků. Po jeho smrti získala panství jeho neteř Hortensie Mancini, manželka vévody Meilleraye, a jejich rod zde vládl až do revoluce 1789. V roce 1781 byl v Evette postavený kostel sv. Klaudia, do té doby patřila pod farnost v Chaux. V roce 1880 byla postavena železniční trať s nádražím na trase Paříž – Belfort.

### Salbert
Salbert získal své jméno podle hory, na jejímž úpatí leží. Stejně jako Evette je zdejší zástavba rozptýlená.